# Dominique Lefèbvre
Dominique Lefèbvre (* 1. August 1810 in Courtonne-la-Meurdrac; † 30. April 1865 in Marseille) war ein Missionar der Pariser Übersee-Missions-Gesellschaft, Titularbischof von Isouropolis in partibus infidelium (i. i.), auch verkürzt als in partibus (i. p.) bezeichnet.
Als Apostolischer Vikar in Cochinchina wurde er im Jahre 1845 in der Hauptstadt der Nguyễn-Dynastie, in Huế, durch den Kaiser Thiệu Trị festgesetzt.
Das US-amerikanische Schiff Constitution unter Kapitän John Percival versuchte am 10. Mai 1845 erfolglos durch eine bewaffnete Intervention und die Festsetzung von Würdenträgern des Kaiserreiches Vietnam sowie die Kaperung von vier Schiffen die Freilassung von Lefèbvre zu erreichen. Der vietnamesischen Opfer der Landung wurde erst Jahre nach der Intervention durch ein Schreiben des damaligen amerikanischen Präsidenten Zachary Taylor an den Kaiser, jetzt schon Tự Đức, entschuldigend gedacht.
Der im Jahre 1847 erneut erfolgten Festsetzung des Apostolischen Vikars folgte am 18. April 1847 die Beschießung von Tourane (heute Danang), in der von der französischen Marine vier annamitische Fregatten versenkt und eine weitere schwer beschädigt wurden. Weitere Repressalien gegen katholische Missionare waren ab dem Jahre 1858 einer der Vorwände für das Kaiserreich Frankreich Napoléons III., Teile des heutigen Vietnams zu besetzen.
Lefèbvre starb 1865 in Marseille.